# Herbert Krug
Herbert Krug (ur. 21 czerwca 1937 w Moguncji, zm. 1 listopada 2010 w Lichtenfels) – niemiecki jeździec sportowy. Złoty medalista olimpijski z Los Angeles.
Sukcesy odnosił w dresażu. Reprezentował barwy RFN. Zawody w 1984 były jego jedynymi igrzyskami olimpijskimi. W 1984 był piąty w konkursie indywidualnym i zwyciężył w drużynie. Startował na koniu Muscadeur, a drużynę poza nim tworzyli Reiner Klimke i Uwe Sauer. Był złotym medalistą mistrzostw świata w konkursie drużynowym w 1986. Zdobywał również złote medale mistrzostw Europy w tej konkurencji (1983 i 1987).